# Municipio Luribay
Das Municipio Luribay liegt im Departamento La Paz im südamerikanischen Anden-Staat Bolivien.

## Lage im Nahraum
Das Municipio Luribay ist eines von fünf Municipios der Provinz Loayza und liegt im zentralen Teil der Provinz. Es grenzt im Westen an das Municipio Sapahaqui, im Süden an die Provinz Aroma, im Südosten an das Municipio Yaco, im Osten an das Municipio Malla und im Nordosten an das Municipio Cairoma.
Das Municipio hat 77 Ortschaften (localidades), der Verwaltungssitz des Municipio ist Luribay mit 603 Einwohnern im zentralen Teil des Municipios, der größte Ort im Municipio ist Anchallani mit 765 Einwohnern. (2012)

## Geographie
Das Municipio Luribay liegt zwischen dem bolivianischen Altiplano im Westen und dem Amazonas-Tiefland im Osten. Die Region weist ein typisches Tageszeitenklima auf, bei dem die Temperaturunterschiede zwischen Tag und Nacht größer sind als die Temperaturunterschiede zwischen den Jahreszeiten.
Die mittlere Durchschnittstemperatur der Region liegt bei knapp 15 °C und schwankt zwischen 11 und 12 °C im Juni/Juli und gut 16 °C im November (siehe Klimadiagramm). Der Jahresniederschlag liegt bei 600 mm, mit einer ausgeprägten Trockenzeit von Mai bis August und Monatsniederschlägen von mehr als 100 mm im Januar und Februar.

## Bevölkerung
Die Einwohnerzahl des Municipio Luribay ist zwischen 1992 und 2024 um knapp ein Fünftel angestiegen:
| Jahr | Einwohner | Quelle       |
| ---- | --------- | ------------ |
| 1992 | 9.144     | Volkszählung |
| 2001 | 9.004     | Volkszählung |
| 2012 | 11.139    | Volkszählung |
| 2024 | 10.581    | Volkszählung |

Das Municipio hatte bei der letzten Volkszählung von 2024 eine Bevölkerungsdichte von 20,3 Einwohnern/km². Die Lebenserwartung der Neugeborenen lag im Jahr 2001 bei 59,8 Jahren, die Säuglingssterblichkeit ist von 7,7 Prozent (1992) auf 7,0 Prozent im Jahr 2001 gesunken.
Der Alphabetisierungsgrad bei den über 19-Jährigen beträgt 78,5 Prozent, und zwar 90,1 Prozent bei Männern und 67,6 Prozent bei Frauen (2001).
74,7 Prozent der Bevölkerung sprechen Spanisch, 97,3 Prozent sprechen Aymara, und 0,1 Prozent Quechua. (2001)
99,8 Prozent der Bevölkerung haben keinen Zugang zu Elektrizität, 96,2 Prozent leben ohne sanitäre Einrichtung (2001).
71,6 Prozent der insgesamt 2.286 Haushalte besitzen ein Radio, 8,1 Prozent einen Fernseher, 22,2 Prozent ein Fahrrad, 0,3 Prozent ein Motorrad, 2,6 Prozent ein Auto, 1,2 Prozent einen Kühlschrank und 0,2 Prozent ein Telefon. (2001)

## Politik
Ergebnis der Regionalwahlen (concejales del municipio) vom 4. April 2010:
| Wahl- berechtigte |  | Wahl- beteiligung | gültige Stimmen |  | U.V.A. | GENUPOL | MAS-IPSP | M.P.S. |
| ----------------- |  | ----------------- | --------------- |  | ------ | ------- | -------- | ------ |
| 5.272             |  | 4.862             | 4.038           |  | 1.476  | 1.240   | 1.013    | 309    |
|                   |  | 92,2 %            | 83,1 %          |  | 36,6 % | 30,7 %  | 25,1 %   | 7,7 %  |

Ergebnis der Regionalwahlen (elecciones de autoridades políticas) vom 7. März 2021:
| Wahl- berechtigte |  | Wahl- beteiligung | gültige Stimmen |  | MAS-IPSP | J.A.LLALLA.L.P. | MTS    | PBCSP  | ASP    | VENCEREMOS | FPV    |
| ----------------- |  | ----------------- | --------------- |  | -------- | --------------- | ------ | ------ | ------ | ---------- | ------ |
| 6.625             |  | 6.014             | 5.403           |  | 2.804    | 1.606           | 439    | 144    | 111    | 58         | 49     |
|                   |  | 90,78 %           | 89,84 %         |  | 51,90 %  | 29,72 %         | 8,13 % | 2,67 % | 2,05 % | 1,07 %     | 0,91 % |

## Gliederung
Das Municipio untergliederte sich bei der Volkszählung 2012 in die folgenden sechs Kantone (cantones):
- 02-0901-01 Kanton Luribay – 34 Ortschaften – 5.707 Einwohner / 4.140 Einwohner (2001)
- 02-0901-02 Kanton Anchallani – 7 Ortschaften – 1.958 Einwohner / 1.850 Einwohner
- 02-0901-03 Kanton Porvenir – 12 Ortschaften – 1.394 Einwohner / 1.366 Einwohner
- 02-0901-04 Kanton Taucarasi – 13 Ortschaften – 1.001 Einwohner / 447 Einwohner
- 02-0901-05 Kanton Eduardo Abaroa Colliri – 4 Ortschaften – 295 Einwohner / 520 Einwohner
- 02-0901-06 Kanton Poroma – 7 Ortschaften – 784 Einwohner / 681 Einwohner

## Ortschaften im Municipio Luribay
- Kanton Luribay
  - Cachualla 629 Einw. – Luribay 603 Einw. – Anquioma Baja 447 Einw. – Anquioma Alta 403 Einw. – Collpani 358 Einw. – Pucuma 225 Einw. – Cutty 214 Einw.
- Kanton Anchallani
  - Anchallani 765 Einw.

- Kanton Porvenir
  - Porvenir 273 Einw.

- Kanton Taucarasi
  - Taucarasi 58 Einw.

- Kanton Eduardo Abaroa Colliri
  - Colliri 124 Einw.

- Kanton Poroma
  - Poroma 125 Einw.